# Kurt Schwitters
Kurt Schwitters (Hannover, 20 de juny de 1887 - Kendal, Anglaterra, 8 de gener de 1948) va ser un artista alemany, pintor, escultor, poeta sonor i grafista. Si bé la seva obra més coneguda són els collages, el terme Merz -que ell mateix encunyà- vol abastar el conjunt d'activitats diverses que desenvolupà, incloent l'edició de la revista Merz (1923-32), poemes sonors com la Ursonate i les intervencions en l'espai - Merzbau- que són un precedent del que en art contemporani es coneix per instal·lacions. El nom Merz al·ludeix a un fragment de paper on estava escrit la paraula alemanya Kommerz, de Kommerz Bank.

## Biografia
Schwitters va començar a estudiar quan tenia set anys i va acabar en poc temps els seus estudis de batxillerat per tal de poder estudiar Belles arts per influència d'un conegut seu. Inicialment volia ser arquitecte però finalment va acabar adonant-se que el que de veritat l'apassionava era la pintura, des de les avantguardes fins al dadaisme. De mena subversiva i anti-tot, va descobrir l'art geomètric i la utopia artística constructivista, tot i que sense perdre mai l'aire de llibertat que transmeten les seves obres. Al llarg de la seva vida va pintar diferents temes com a animals i retrats i també va ser un apassionat de la música. Durant els seus anys de vida va viure en diferents països. Després de l'arribada al poder de Hitler i l'inici del període nazi, Schwitters va haver de fugir a Noruega i més tard es va traslladar a Edinburg.
Exclòs del moviment dadà Berlín, reacciona fundant Dadà Hannover. A aquest moviment li manca el compromís polític que caracteritzava les concepcions del grup Dadà a Berlín, i està més proper del constructivisme i l'esperit del grup Dadà de Zúric. Organitzà recitals Dadà a diversos països d'Europa amb Theo van Doesburg, Tristan Tzara, Hans Arp i Raoul Hausmann. L'activitat artística Merz estava fundada sobre el principi del collage: les obres recullen fragments d'objectes trobats com ara bitllets d'òmnibus, trossos de cartells o de diaris, llanes, botons, teles, etc., objectes d'ús corrent recuperats i sublimats estèticament. La seva obra s'expandí del collage bidimensional vers l'espai, creant l'extraordinària construcció anomenada Merzbau (espai-Merz), coneguda també com "la Catedral de la misèria eròtica". Durant 15 anys (1923-36), Schwitters anà ampliant el Merzbau fins a ocupar gran part (entre sis i vuit habitacions) de la seva casa a Hannover. El 1937 abandonà l'Alemanya del tercer Reich poc abans que la seva obra fos inclosa en la mostra l'art degenerat, organitzada pel règim nazi a la ciutat de Múnic. El Merzbau va ser destruït durant la Segona Guerra Mundial i actualment una rèplica de la primera habitació és exposada al Sprengel Museum Hannover. Schwitters es traslladà a Noruega, on construí a Lysaker, prop d'Oslo una nova versió del Merzbau (destruït per un incendi l'any 1951). Ocupada Noruega per l'exèrcit alemany el 1940, es refugià a Anglaterra on construí un darrer Merzbau, a Eltewater, Cumbria que quedà inacabat a la seva mort el 1948.

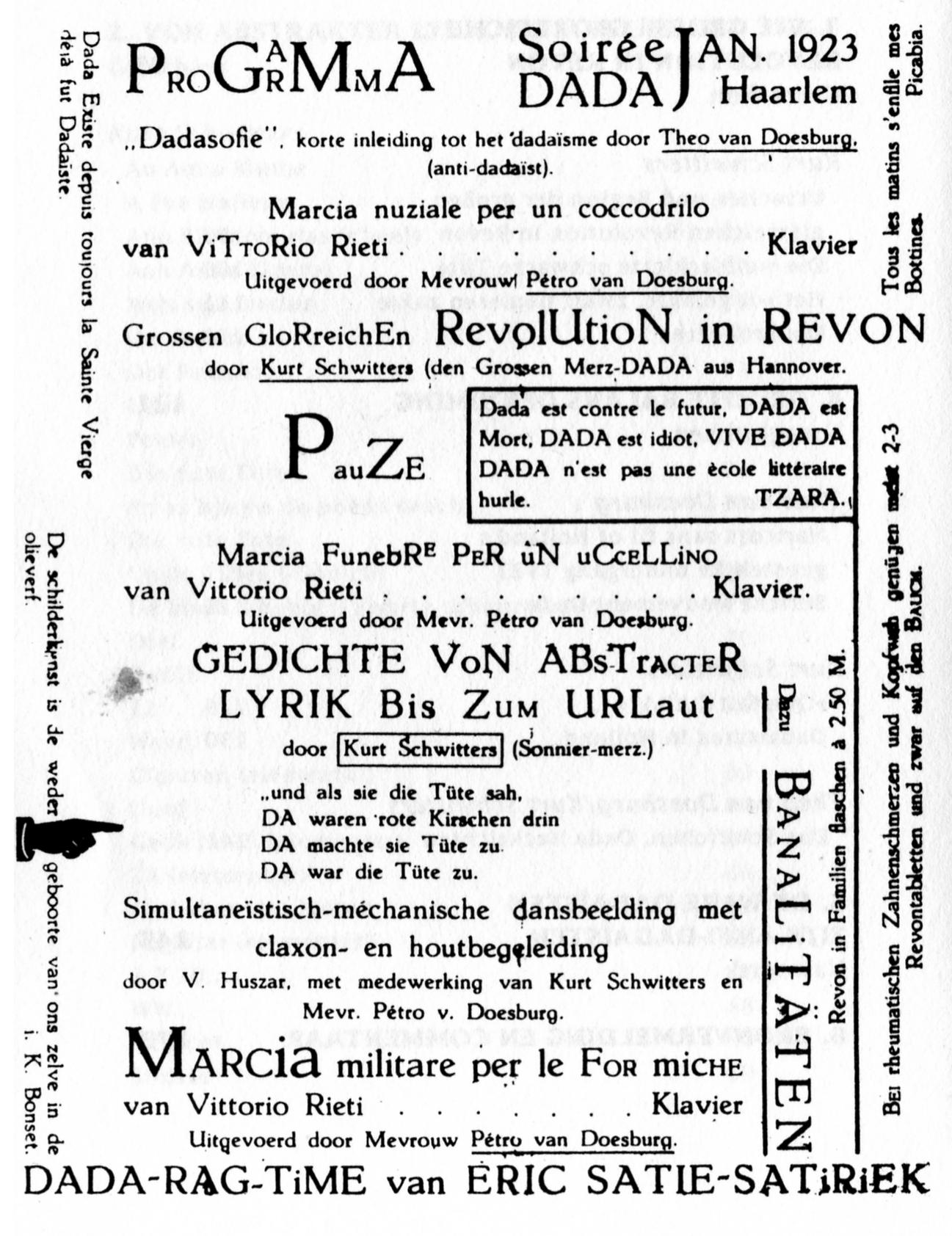
Programa d'una soirée Dadà a Harlem el 1923

## Obra
L'any 1918, es van exposar les seves primeres obres futuristes a la galeria Der Sturm de Berlín (Alemanya). Un any després d'aquesta primera exposició va construir uns primers collages i assemblatges que ell va anomenar Merz, un fragment de la paraula Kommerz impresa en un dels papers que va fer servir per compondre-la. Aquests nous materials Merz es basen a ser materials de rebuig. Es diu que Schwitters sempre duia a sobre un ganivet molt esmolat per poder obtenir els materials que es trobava. Aquest nou art Merz va consistir a alliberar l'art de les convencions artístiques tradicionals i coincidia amb la idea de les avantguardes d'unir l'art amb la vida.
El que pretenia Schwitters amb aquesta mena d'obres era crear un contrast juxtaposant diferents textures i formes dels materials reutilitzats creant un nou significat diferent de l'original i individual. Donaria també el nom de Merz a la seva revista, a alguna arquitectura de Schwitters i als seus poemes.
De 1923 a 1937 Schwitters va convertir una habitació de la seva casa de Hannover en una instal·lació on anava acumulant tota mena d'objectes trobats i que va denominar Merzbau. Es va perdre arran d'un bombardeig l'any 1943 però en resten fotografies i se n'han fet diverses reconstruccions, reconeixent el valor capdavanter d'aquesta obra esdevinguda un mite dd l'art del segle xx.